# Penkow
Penkow est une ancienne commune rurale allemande de l'arrondissement du Plateau des lacs mecklembourgeois dans le Mecklembourg-Poméranie-Occidentale. Elle appartient au canton de Malchow. Sa population comptait 288 habitants au 31 décembre 2010.
Le 1er janvier 2024, la commune de Penkow a été intégrée à Göhren-Lebbin. 

## Géographie
La commune se trouve au milieu du Plateau des lacs mecklembourgeois dans une région de lacs et de forêts. Elle se trouve à côté des lacs de la Müritz, de Kölpin, de Fleesen et de Plaue qui sont reliés entre eux par l'Elde. Les villes les pllus proches sont Malchow à trois kilomètres, Röbel à quatorze kilomètres et Waren à dix-huit kilomètres. Le village de Kisserow fait partie de la municipalité de Penkow.

## Histoire
Le village a été mentionné pour la première fois par écrit en 1309. Le manoir de Penkow abrite aujourd'hui un restaurant gastronomique.